# قلم إبينفرين

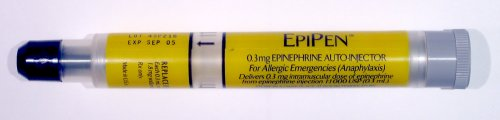
طراز قديم من حاقن إيبي بن الآلي سعة 0.3 مليجرام

حاقن إبينفرين الآلي (بالإنجليزية: Epi-pen)‏ هو جهاز طبي يستخدم لإعطاء جرعة (أو جرعات) معينة من إبينفرين (يُعرف بالأدرينالين أيضًا) باستخدام تقنية الحاقن الآلي، ويكثُر استخدامه في علاج التفاعلات الأرجية الحادة لتجنُب ظهور الصدمة التأقيّة أو علاجها.
من الأسماء التجارية لهذا الحاقن إيبي بن وتوين جيكت وآدريناكليك وآنا بن وجيكست وآلير جيكت وأوفي كيو. ولقد تم اشتقاق اسم إيبي بن أصلاً من كومبو بن، وهو منتج صُنع خصيصًا للقوات العسكرية لعلاج حالات التعرض لعوامل عصبية.

## التصميم
يحتوي الجهاز على حقنة مُحمَّلة على نابض تخرج من طرف الجهاز (وفي بعض الأحيان من خلال غشاءٍ مُعقَم) تخترق جلد المتلقي لكي يصل الدواء عن طريق حقنة تحت الجلد أو حقنة عضليّة.
يحتوي حاقن إبينفرين الآلي على جرعة محددة مسبقًا من الإبينفرين، عادةً ما تتراوح بين 300 ميكروجرام و500 ميكروجرام من المكون الفعّال بتركيز 1:1000. في المعتاد، يحتوي الحاقن على كمية دواء أكبر من الكمية المطلوبة لجرعة واحدة، ولكن أي كمية إضافية لا تكون مخصصة للاستعمال ويصعب الحصول عليها إلا بإتلاف الجهاز. كما ابتكر المصنعون حواقن بها جرعة للأطفال متوفرة بمقدار 150 ميكروجرام من المكون الفعّال, و هناك أنواع أخرى تتضمن جرعتين لفردين (في حالة الاستخدام المتكرر للجهاز) وتُباع تحت الاسم التجاري توين جيكت
في 13 أغسطس، 2012، قامت إدارة الأغذية والأدوية الأمريكية (FDA) بطرح إصدارٍ جديد من حاقن إبينفرين الآلي الذي قامت شركتي إينتليجكت وسانوفي بتصنيعه وأطلق عليه اسم أوفي كيو يتميز هذا الحاقن بأنه مستطيل الشكل، مقاس 3.5 بوصة في 2 بوصة في 0.5 بوصة. وقد تم تزويده بشريحة صوتية تصدر صوتًا رقيقًا ليعطي تلميحات صوتية للمريض أو مُقدِم الرعاية لمساعدته في استخدام الجهاز بشكلٍ صحيح.
في معظم الدول، يندرج الإبينفرين في قائمة الأدوية بوصفة، لذلك فإن اقتناء هذا الجهاز يتطلب وصفة من الطبيب المعالج. وعلى الرغم من ذلك، ففي بعض الولايات، يندرج حاقن إبينفرين الآلي ضمن قائمة الأدوية المتاحة بدون وصفة ويمكن شراؤه من الصيدلية.

## الاستخدام
بعد تشغيله، يُثبِت المريض الجهاز في مكانه لمدة عشر ثوانٍ بينما يتم نقل الإبينفرين إلى الجسم؛ حيث يعطي ذلك وقتًا كافيًا للدواء لكي تمتصه عضلات الجسم وينتشر في مجرى الدم. هذا ويحظر بشدة استخدام هذا الجهاز عن طريق الوريد، فقد يكون ذلك مميتًا حيث إن الإبينفرين مادة موضعية مُضيّقة للأوعية، وقد يؤدي استخدامها عن طريق الوريد إلى حصر تدفق الدم في منطقة الحقن، مما يسبب تلفًا لاحقًا لأطراف الجسم. علاوة على ذلك، قد يؤدي حقن الإبينفرين عن طريق الوريد إلى تسّرع القلب البطيني، أو زيادة سرعة ضربات القلب بشكل خطير. فإذا ما تم الحقن عن طريق الوريد، يجب على المريض أن يلجًا فورًا للطبيب.

## الفعالية
لا يمنع استخدام أي من هذه الأجهزة الإصابة المستقبلية بنوبات التأقّ، ولكن يمكن علاج المرضى الذين يعانون من تفاعلاتٍ حادة تُهدد حياتهم عن طريق سلسلة من الحقن الأرجية المُكونة من تركيزاتٍ متزايدة من مواد طبيعية مثل الفينوم لضمان حماية طبيعية فائقة مدى الحياة ضد الآثار الجانبية للدغات الحشرات المستقبلية: (عادة ما تكون الحقن الأولية ذات تركيز ضئيلٍ جدًا يصل عادةً إلى 1 جزء في المليون أو أقل).